# Cedel Genève
La filiale genevoise de Cedel a été créée août 2000. Il s'agit une succursale liée à la chambre de compensation Clearstream. Le but enregistré au registre du commerce: «Investissement des liquidités excédentaires».
Le rapport d'activité 2002 de Deutsche Börse, le propriétaire de Cedel Genève, cite toutes les acquisitions du groupe, mais omet la succursale genevoise. Interrogé sur cette maison fille en avril 2003, Clearstream répond par l'entremise de son porte-parole Payam Rowhani que «Cedel International [...] n'a jamais eu de filiale genevoise.» 

## Enquête suisse
- En 2003, Ernest Backes, ancien employé de Cedel International et coauteur avec le journaliste Denis Robert du livre Révélation$, et André Strebel, expert en économie, ont dénoncé Cedel Genève au Ministère public de la Confédération, qui a ouvert une enquête pour blanchiment d'argent sur l'activité de Cedel Genève.

- Cedel Genève ne sera radiée du registre du commerce que le 13 juillet 2003[1], soit peu après le dépôt de la plainte[2].